# Pentanchus profundicolus
Pentanchus profundicolus es una especie de peces de la familia Scyliorhinidae en el orden de los Carcharhiniformes.

## Morfología
• Los machos pueden llegar alcanzar los 51 cm de longitud total.

## Reproducción
Es posiblemente ovíparo.

## Hábitat
Es un pez de mar que vive hasta los 1.071 m de profundidad.

## Distribución geográfica
Se encuentra en el Mar de Mindanao (Filipinas ).